# Мешков, Леонид Александрович
Леони́д Алекса́ндрович Мешко́в (30 мая 1948, Уфа, БАССР, СССР — 31 марта 2016, там же) — советский и российский теле- и кинооператор.

## Биография
Родился 30 мая 1948 года в Уфе, БАССР. 
На башкирское телевидение Л. А. Мешков пришёл в 1969 году и до 2015 года работал оператором в телерадиокомпании «Башкортостан». За это время снял свыше 170 документальных фильмов. Его работы получали призы на всесоюзных и международных кинофестивалях. Помимо документального кино Л. А. Мешков также поработал в качестве кинооператора над художественным фильмом «Кинйә абыҙ» («Кинзя‑абыз», 2007). В качестве режиссёра-оператора снял документальные фильмы «Дуслык, Дружба, Фройндшафт» (1984), «Нефтекамск» (1986), «Курорты Башкортостана» (1990), «Аркаим» (1991), «Башкирский балет в Америке» (1996) и ряд других.
Л. А. Мешков являлся членом Союза кинематографистов с 1987 года. В 1992 году он окончил ВГИК, обучался в творческой мастерской профессора С. Е. Медынского. В 1995 году Л. А. Мешков удостоен почётного звания «Заслуженный работник культуры Республики Башкортостан», в 2007 году стал лауреатом всероссийской телевизионной премии «ТЭФИ-Регион».
Умер 31 марта 2016 года в Уфе после продолжительной болезни. Похоронен на Южном кладбище.

## Фильмы-лауреаты фестивалей
- «Мелеузовские конники» (1980) — Всесоюзный фестиваль документальных фильмов, Баку, 1981 год
- «Курай-танец» (2004) — Международный фестиваль «Разум. XXI век», Томск, 2005 год
- «Зилимские бабушки» (2006) — Международный Сычуаньский фестиваля документальных фильмов, Чэнду (Китай), фестивалей телевизионного документального кино, Вроцлав (Польша), Прага, Ханты-Мансийск, все в 2007 году